# César Oropeza
César Enrique Oropeza Silva (Caracas, Venezuela, 29 de agosto de 1973) es escritor, guionista, director y productor de cine. Además es periodista egresado de la carrera de comunicación social en la Universidad Católica Andrés Bello. Conocido por su película Puras Joyitas

## Filmografía
Largometrajes como director
- Puras Joyitas (2007)
- I Love Zombies (2015)[2]

## Libros
- 2013 - I Love Zombies (Editorial Ediciones B)
- 2014 - I Love Zombies COMIC VOL. 1 (Editorial Libros del Fuego)
- 2015 - Yo, yo, yo.: Cuentos en primera persona (y otros más)
- 2015 - Sueño con Chávez: una extraña comedia de ciencia ficción

## Premios y reconocimientos
- 1997 - Premio al Mejor Guion” y el "Premio especial del Público" en el Festival Internacional de Video Universitario (VIART 97)